# Eupithecia perigrapta
Eupithecia perigrapta là một loài bướm đêm trong họ Geometridae.